# Le Bûcher des vanités (film)
Pour les articles homonymes, voir Le Bûcher des vanités.
Pour plus de détails, voir Fiche technique et Distribution.
Le Bûcher des vanités (The Bonfire of the Vanities) est un film américain de Brian De Palma, sorti en 1990.
Adaptation du roman du même nom (1987) de l'écrivain Tom Wolfe, ce film est la seconde adaptation d'un roman de Wolfe après L'Étoffe des héros (1983). Mettant en vedette les acteurs Tom Hanks, Bruce Willis et Melanie Griffith dans les rôles principaux, le film connaît cependant un échec critique et commercial. 

## Synopsis
Sherman McCoy, un trader new-yorkais hors pair, a tout pour être heureux. Il possède l'un des postes les plus enviés de Wall Street, un des plus luxueux appartements de Park Avenue, une gentille petite fille qu'il adore, une fortune personnelle et mène une double vie avec sa séduisante maîtresse Maria Ruskin, tout en menant ses activités d'homme du monde au sein du gratin new-yorkais aux côtés de son épouse névrosée Judy, fana de décoration d'intérieur.
Mais la vie de rêve de Sherman bascule subitement lorsque, un soir où il raccompagne Maria après être allé la chercher à l'aéroport, il devient complice de sa maîtresse dans un accident de la route. S'étant perdu dans l'arrondissement mal famé du Bronx, Maria, prenant le volant de la voiture de Sherman, renverse accidentellement dans une rue déserte Henry Lamb, un jeune noir, le blessant au cours du choc. Ayant pris le jeune noir pour un voleur, ils fuient après l'accident.
Par la suite, le jeune homme tombe dans le coma et l'affaire devient publique quand celui-ci meurt. Les médias relaient alors l'histoire du malheureux étudiant noir d'un quartier difficile, victime d'une injustice ayant entraîné sa mort. Maria, étant l'épouse d'un vieil homme d'affaires new-yorkais, refuse d'avouer sa culpabilité aux autorités ; elle préfère laisser Sherman porter le chapeau. Accusé à tort par les policiers qui ont retrouvé sa trace, Sherman devient alors la proie de nombreuses personnes qui vont se servir de cette affaire pour leur propre compte.
Sherman est notablement la cible du révérend Bacon, le meneur d'un groupe de pression religieux afro-américain, qui essaie de faire passer cet accident pour un crime raciste afin de demander d'énormes dommages et intérêts pour son organisation. Par ailleurs, le procureur du Bronx, Abraham Weiss, souhaitant assurer sa réélection, voit dans cette affaire l'opportunité de faire un cas exemplaire et ainsi faire plaisir à la communauté noire afin d'obtenir leurs votes ; il manœuvre alors pour traîner McCoy en justice. Enfin, les médias, ravis de relayer cette affaire croustillante, aggravent la situation en enflammant l'opinion publique, décrivant McCoy comme un individu cynique issu de la haute société new-yorkaise. Bientôt, toute la ville veut la tête de Sherman. Ce dernier voit sa femme le quitter et ses amis se détourner de lui.
Peter Fallow, un journaliste d'un journal à scandales new-yorkais, alcoolique et sur le déclin, découvre lors de son enquête que Sherman est innocent. Malheureusement, cette vérité n'arrange personne après l'énorme publicité donnée à cette affaire, car tout le monde préfère que Sherman paie quand même.
Au procès, Sherman retourne adroitement la situation en faisant jaillir la vérité. Quand le public du tribunal manifeste son mécontentement, le juge sermonne l'assistance, soulignant l'importance de l'honnêteté. Peter Fallow, devenu un auteur encensé, jouit de sa nouvelle notoriété.

## Fiche technique
- Titre français : Le Bûcher des vanités
- Titre original : The Bonfire of the Vanities
- Réalisateur : Brian De Palma
- Scénario : Michael Cristofer, d'après le roman Le Bûcher des vanités de Tom Wolfe
- Musique : Dave Grusin
- Photographie : Vilmos Zsigmond
- Montage : Beth Jochem Besterveld, Bill Pankow et David Ray
- Décors : Richard Sylbert
- Costumes : Ann Roth
- Producteur : Brian De Palma
  - Producteurs délégués : Peter Guber et Jon Peters
  - Coproducteur : Fred C. Caruso
  - Productrice associée : Monica Goldstein

- Société de production : Warner Bros.
- Société de distribution :  Warner Bros.
- Budget : 47 000 000 dollars[1]
- Pays de production :  États-Unis
- Genre : comédie noire
- Durée : 125 minutes
- Dates de sortie[2] :
  - États-Unis : 21 décembre 1990
  - France : 13 mars 1991

## Distribution
- Tom Hanks (VF : Jean-Philippe Puymartin; VQ : Bernard Fortin) : Sherman McCoy
- Bruce Willis (VF : Patrick Poivey ; VQ : Jean-René Ouellet) : Peter Fallow
- Melanie Griffith (VF : Dorothée Jemma ; VQ : Élise Bertrand) : Maria Ruskin
- Kim Cattrall (VF : Emmanuèle Bondeville ; VQ : Élizabeth Lesieur) : Judy McCoy
- Saul Rubinek (VF : Michel Mella ; VQ : Mario Desmarais) : Jed Kramer
- Morgan Freeman (VF : Robert Liensol ; VQ : Victor Désy) : le juge Leonard White
- John Hancock (VF : Med Hondo ; VQ : Hubert Gagnon) : le révérend Bacon
- Donald Moffat (VF : Bernard Dhéran) : M. McCoy
- F. Murray Abraham (VF : Bernard Tixier) : le procureur Abe Weiss (non crédité[3])
- Kevin Dunn (VF : Daniel Russo ; VQ : Marc Bellier) : Tom Killian
- Barton Heyman (VF : Edmond Bernard) : l'inspecteur Martin
- Norman Parker (VF : Jean-Luc Kayser) : l'inspecteur Goldberg
- Clifton James : Albert Fox
- Beth Broderick (VF : Dominique Chauby) : Caroline Heftshank
- Kurt Fuller (VF : Michel Dodane ; VQ : Luis de Cespedes) : Pollard Browning
- Robert Stephens (VF : Bernard Tiphaine) : Gerald Moore
- Alan King (VQ : Ronald France) : Arthur Ruskin
- Louis Giambalvo (VF : Jacques Frantz) : Ray Andruitti
- Adam LeFevre (VF : Lionel Henry) : Rawlie Thorpe
- Patrick Malone : Henry Lamb
- Troy Winbush : Roland Auburn
- Rita Wilson (VF : Frédérique Tirmont) : la femme des relations publiques
- Andre Gregory (VF : Jean Topart) : le poète Aubrey Buffing atteint du sida
- Kirsten Dunst : Campbell McCoy
- Richard Belzer : le producteur de télévision
- Connie Sawyer : la grand-mère de la famille Ruskin
- Novella Nelson

Source VQ: Doublage Québec

## Production

### Genèse et développement
Le roman Le Bûcher des vanités de Tom Wolfe est publié en 1987 et devient un best-seller. Warner Bros. acquiert les droits pour 750 000 $. Le studio propose le projet à Brian De Palma qui bénéficie alors d'une bonne « cote ». Malgré les résultats décevants de son précédent film au box-office, Outrages (1989), il avait connu de grands succès avant cela notamment avec Les Incorruptibles (1987). Le réalisateur et le studio décident ensemble d'avoir une approche plus commerciale que le roman en orientant le scénario vers la comédie.
Le réalisateur Brian De Palma expliquera par la suite avoir apprécié sa collaboration avec le scénariste Michael Cristofer et qu'il aurait sans doute apprécié une nouvelle collaboration mais, comme le film a été un violent échec commercial et que Michael Cristofer est devenu réalisateur, cela n'a pas pu se faire

### Attribution des rôles

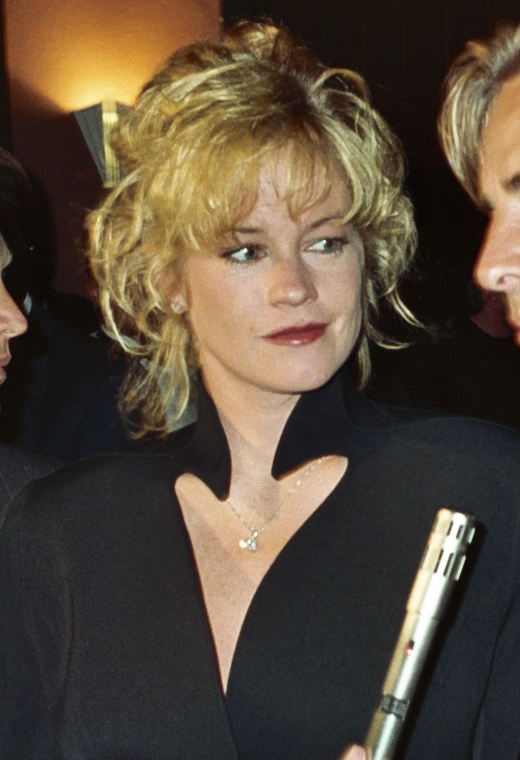
L'actrice principale, Melanie Griffith, l'année de sortie du film.

Dans le roman, le personnage du journaliste Peter Fallow est anglais. Le rôle est ainsi proposé à John Cleese. Après le refus de l'acteur, le rôle est proposé à Jack Nicholson, sans succès. Le studio suggère alors à Brian De Palma d'engager Bruce Willis, qui sortait du succès de Piège de cristal.
Le rôle du juge que tient Morgan Freeman, devait à l'origine être tenu par Walter Matthau et devait s'appeler (comme dans le livre) Myron Kovitzky. Mais l'acteur demande un salaire trop important. Alan Arkin est engagé en remplacement mais, en raison des retards du tournage, doit se désister. Il est remplacé par Morgan Freeman et le personnage est rebaptisé Leonard White pour notamment éviter davantage de polémiques raciales, en raison du sujet du film.
Kristin Scott Thomas a fait des essais pour le rôle de Judy McCoy. Non retenue, elle sera finalement dirigée par Brian De Palma dans Mission impossible en 1996. Quant à Uma Thurman, elle a auditionné pour le rôle de Maria Ruskin.
Le contrat de l'acteur F. Murray Abraham, qui incarne le procureur Abe Weiss, stipulait que soit son nom serait au-dessus du titre de l'affiche du film, soit son nom n'apparaîtrait pas au générique. La production, ayant déjà au casting Tom Hanks, Bruce Willis, Morgan Freeman et Melanie Griffith, ne put mettre le nom d'Abraham au-dessus du titre ; F. Murray Abraham n'est donc pas crédité au générique du film. L'acteur, tout comme Richard Belzer, avait déjà tourné sous la direction de Brian De Palma dans Scarface (1983). Ils n'ont pas de scènes en commun, tout comme dans Le Bûcher des Vanités.
Le film offre à Kirsten Dunst l'un de ses tout premiers rôles : celui de la fille de Sherman McCoy, incarné par Tom Hanks. Par ailleurs Rita Wilson, la femme de Tom Hanks, joue dans le film.

### Tournage
Le tournage a eu lieu du 16 avril 1990 au 27 juillet 1990.
Lieux de tournage
- New York[10]

346 E 59e rue, Manhattan
816 Park Avenue, Manhattan
Criminal Courts Building - 100 Centre Street, Manhattan
NBC Building, Rockefeller Center, Manhattan
South Bronx, Bronx
- Los Angeles

Hollywood Forever Cemetery - 6000 Santa Monica Boulevard, Hollywood
Natural History Museum of Los Angeles County - 900 Exposition Boulevard, Exposition Park
- Burbank

Plateau 2, Warner Brothers Burbank Studios - 4000 Warner Boulevard
De nombreux problèmes sont venus ponctuer le tournage, notamment une relation conflictuelle entre Brian De Palma et Bruce Willis. Tout cela a été relayé par le livre The Devil's Candy: The Anatomy of A Hollywood fiasco de la journaliste Julia Salamon, que Brian De Palma avait autorisé à suivre le tournage.

### Musique
Albums de Dave Grusin
Havana
(1990) For the Boys
(1991)
La musique du film est composée par Dave Grusin.
Liste des titres
1. Prologue
2. Bonfire of the Vanities Theme
3. Master of the Universe
4. Concorde
5. Bronx Exit
6. Yo!
7. Get-Away
8. Love Drums, Pt. 1
9. Love Drums, Pt. 2
10. Coma
11. End of the Road
12. Hang-Out
13. Jackals, Pt. 1-2
14. Subway Breakdown (Prelude)
15. Blues for Caroline
16. Thinking of Caroline
17. Out of My Life
18. Blues (Reprise)
19. Bugged
20. Father/Son
21. Decency
22. Speechless/Case Dismissed
23. Sword of Justice
24. Epilog-Peter's Theme
25. End Credit Theme

On entend aussi un extrait de l'acte final du Don Giovanni de Mozart.

## Accueil

### Critique
À l'issue de sa sortie en salles, Le Bûcher des vanités rencontre un accueil critique majoritairement négatif.
Sur le site agrégateur de critiques Rotten Tomatoes, le film obtient un score de 16 % d'opinions favorables seulement, sur la base de 51 critiques collectées et une note moyenne de 4,0/10 ; le consensus du  site indique : « [Le Bûcher des vanités] est une adaptation insipide d'un livre réfléchi, fatalement mal interprété et dépouillé du sens crucial de l'ironie du matériau d'origine. Ajoutez-le au bûcher des échecs ambitieux d'Hollywood ». Sur Metacritic, le film obtient une note moyenne pondérée de 27 sur 100, sur la base de 27 critiques collectées ; le consensus du  site indique : « Avis généralement défavorables ».
Un critique du magazine Variety indique au sujet du film que « les caricatures sont si grossières et les "révélations" si peu éclairantes sur la condition humaine, que la satire [du film] est à peu près aussi socialement incisive qu'une entrée dans la série Police Academy ».
Vincent Canby du New York Times décrit quant à lui le film comme une « adaptation cinématographique grossière et pas drôle de Brian De Palma ». Owen Gleiberman du magazine Entertainment Weekly y voit « l'un des films les plus indécemment mauvais de l'année ».
Roger Ebert du Chicago Sun-Times est quant à lui un peu plus clément, et donne au film une note de 2 étoiles et demi sur 4. S'il regrette que le film manque de profondeur psychologique, « au moins, il fonctionne bien d'une certaine manière brillante ».

### Box-office
Avec un budget de production de 47 millions de dollars, Le Bûcher des vanités est l'un des plus grands échecs du studio Warner, récoltant seulement 15 691 192 dollars de recettes,. En France, le film totalise 239 029 entrées.
Brian De Palma s'autocritiquera énormément après le film, précisant par exemple que « le concept initial était incorrect […] nous avons fait plusieurs choix qui rétrospectivement étaient faux. […] Je pense que John Lithgow aurait été un meilleur choix pour [le rôle de] Sherman McCoy ». Il précisera également que la faute en revient au studio qui a produit le film.

## Distinctions
Le film est nommé à cinq reprises aux Razzie Awards 1991 dans les catégories « pire film », « pire réalisateur », « pire actrice » (pour Melanie Griffith), « pire scénario » et « pire actrice pour dans second rôle » (pour Kim Cattrall).

## Analyse
Comme beaucoup de personnages des films de Brian De Palma, Sherman McCoy vit dans une réalité qu'il s'est créée. Son univers est protégé et il s'y prend pour le « maître du monde ». Après l'accident, une fois que les médias s'en prennent à lui, il découvre qu'il existe une réalité bien différente dont il n'avait aucune conscience auparavant.
Dans une longue critique-analyse publiée plusieurs années après la sortie du film sur le site DVD-Classik, il est remarqué que pour ce film, Brian De Palma semble avoir délaissé son habituelle influence d'Alfred Hitchcock pour regarder du côté d'Orson Welles. En effet, pour DVD Classik, Le Bûcher des vanités rappelle à certains égards La Soif du mal avec la même science de la « caméra visible » pour dénoncer, comme le réalisateur de Citizen Kane, le déséquilibre et la décadence de la société américaine. Selon le journaliste, c'est ce qui aurait fortement déplu à la plupart des journalistes américains à la sortie du film, qui dénoncaient une faute de goût et un style boursouflé.
Par ailleurs, comme à son habitude, le cinéaste utilise diverses techniques pour accentuer certaines scènes. Ainsi, le plan-séquence d'ouverture — qui dure quasiment 5 minutes — veut montrer l'ivresse de Peter Fallow et toute la logistique pour le rendre présentable devant le « gratin » new-yorkais. Après cela, on peut voir dans le long mouvement de grue (de la droite vers la gauche) dans la scène où Sherman McCoy se rend sous la pluie dans une cabine téléphonique à Park Avenue pour joindre sa maîtresse. On y voit son luxueux cadre de vie tout en montrant son destin contrarié : la caméra va à contresens de la lecture occidentale (régression au lieu de progression) et s’arrête là où tout va se jouer : dans cette petite cabine confinée annonçant son futur enfermement. Dans une scène à l'aéroport international de New York - John-F.-Kennedy, un travelling circulaire, très exagéré, autour de Sherman et Maria Ruskin sert à souligner leur égocentrisme et leur élitisme. Comme souvent chez Brian de Palma, le montage utilise un écran divisé (split-screen en anglais). Ici, on retrouve cette technique durant la manifestation antiraciste du révérend Bacon. Cela permet de suggérer l’idée d'une manipulation des médias : la partie gauche de l'image montre exactement ce que filme la caméra des journalistes ; dans l'image de droite, Peter Fallow observe cette mise en scène du révérend avec ironie.